# Medhuizen
Medhuizen (Stellingwerfs en Fries: Medhuzen) is een buurtschap in de gemeente Ooststellingwerf, in de Nederlandse provincie Friesland. Het ligt net oosten van Oosterwolde, ten westen van Fochteloo.
De buurtschap is waarschijnlijk rond 1600 ontstaan toen bij een oudere boerderij een tweede boerenplaats erbij kwam. Deze tweede plek werd 'Zathe Medhuizen‘ genoemd en werd in 1930 vervangen door een nieuwe boerderij aan de andere kant van de weg. De plaatsnaam verwijst naar het feit dat er huizen annex een nederzetting bij hooilanden (made) was gelegen. In 1664 werd de plaats vermeld als Mathuysen en een latere spelling voor de plaats was Madhuizen.
Medhuizen omvat de bewoning aan en bij de Rijweg dat onder Oosterwolde valt. De weg was lang een doodlopende weg maar aan het begin van twintigste eeuw werd de weg doorgetrokken naar Fochteloo.